# Fondazione Floriani
Fondazione Floriani è un'organizzazione senza scopo di lucro. Ha come obiettivo principale la diffusione e l'applicazione delle cure che affrontano tutte le sofferenze dei malati inguaribili, fisiche, psicologiche e sociali: le cure palliative.

## Scopi
Fondazione Floriani, come riportato nel suo Statuto, ha lo scopo di:
- promuovere, organizzare e sostenere centri di assistenza domiciliare, ambulatori, day hospital ed hospice per le cure palliative all'interno delle strutture pubbliche, in collegamento con esse o per loro incarico;
- favorire, con il trasferimento delle proprie competenze, la creazione di nuovi centri di assistenza;
- promuovere studi e ricerche scientifiche per le cure palliative;
- favorire e diffondere l'apprendimento delle tecniche connesse alle cure palliative;
- promuovere l'istituzione di Cattedre di Medicina Palliativa all'interno delle Facoltà Mediche;
- sensibilizzare l'opinione pubblica.

## Storia
Fondazione Floriani nasce nel 1977 con una donazione di Virgilio e Loredana Floriani.
Nel 1980 istituisce la prima Unità di Cure Palliative Domiciliari italiana presso la Fondazione IRCCS Istituto Nazionale dei Tumori di Milano.
Nel 1986 nasce, a sostegno e promozione delle attività dell'organizzazione, l'Associazione Amici Fondazione Floriani Onlus; nello stesso anno viene creata, con il contributo della Fondazione, la Società Italiana di Cure Palliative.
Nel 1984, in collaborazione con l'Organizzazione Mondiale della Sanità, promuove le linee guida contro il dolore, divulgate in tutto il mondo. Con il supporto di Fondazione Floriani nel 1988, su iniziativa di un gruppo di medici europei, viene creata la ONLUS European Association for Palliative Care.
Nel 1993 la Biblioteca di Fondazione Floriani inizia la propria attività scientifica e culturale. Nello stesso anno la Fondazione inizia la collaborazione con l'hospice del Pio Albergo Trivulzio di Milano, il primo hospice pubblico in Italia.
Nel 1999 il Comitato Etico di Fondazione Floriani pubblica la Carta dei diritti dei morenti.
Nel 2006 viene inaugurato l'Hospice Virgilio Floriani presso la Fondazione IRCCS Istituto Nazionale dei Tumori di Milano.
Nel 2008 viene organizzato, presso l'Università degli Studi di Milano, il Congresso "Caring versus Curing - Prendersi cura della fragilità: continuità assistenziale nel terzo millennio".
Nel 2009 Fondazione Floriani contribuisce alla nascita del primo centro europeo per la ricerca sulle cure palliative a Trondheim, in Norvegia, in Norvegia.
Nel 2010 Fondazione Floriani contribuisce alla revisione delle linee guida EAPC sull'uso degli oppioidi nel dolore oncologico.
Nel 2011 Fondazione Floriani contribuisce alla diffusione del documento di consenso SICP "SLA: accanto a malato e famiglia, con quale percorso di cura?".

## Riconoscimenti
Nel 1985, il Sindaco di Milano Carlo Tognoli ha consegnato l'Ambrogino d'oro a Virgilio Floriani.
La Regione Lombardia ha assegnato, nel 2001, il premio "Rosa Camuna" a Loredana Floriani per il suo contributo all'attività civile e culturale della regione. L'European Association for Palliative Care, nello stesso anno, ha istituito la "Lecture Floriani" in memoria di Virgilio Floriani.
Nel 2005 il Ministro della Salute Girolamo Sirchia ha assegnato a Francesca Crippa Floriani la "Medaglia d'oro al merito della sanità pubblica".
Nel 2006 il comune di Milano ha conferito a Francesca Crippa Floriani l'Ambrogino d'oro di benemerenza civica per l'esempio di generosità e altruismo nella scelta di mettere energie e capacità manageriali al servizio di chi soffre.